# Tap (Tanzschritt)
Tap (engl. „(leicht) klopfen“ oder „pochen“) bezeichnet beim Tanzen einen akzentuierten Schritt, bei dem der Fuß unbelastet aufgesetzt wird. 
Er ähnelt damit dem im heutigen Volkstanz vorkommenden Tupftritt. Diese Technik entstammt afroamerikanischen Tanzstilen, aus denen die Gruppe der Stepptänze (engl. tap dance), zu denen auch der Irish Dance gehört, entstand. Sie findet außerdem Verwendung in der Salsa und im Disco Fox. Diesen Tap findet man hauptsächlich im Cuban Style des Salsa  und wird angewendet  auf den vierten Schlag eines Taktes, also bei dem Schlag der normalerweise eine Pause vorgibt folgt ein tappen. Dadurch wird der Rhythmus akzentuiert. 